# Coleophora tolli
Coleophora tolli là một loài bướm đêm thuộc họ Coleophoridae. Nó được tìm thấy ở Đức to Pyrenees và Ý and from Pháp to Slovakia.
Ấu trùng ăn Thymus species. 